# Charles Eugène Gabriel de La Croix de Castries

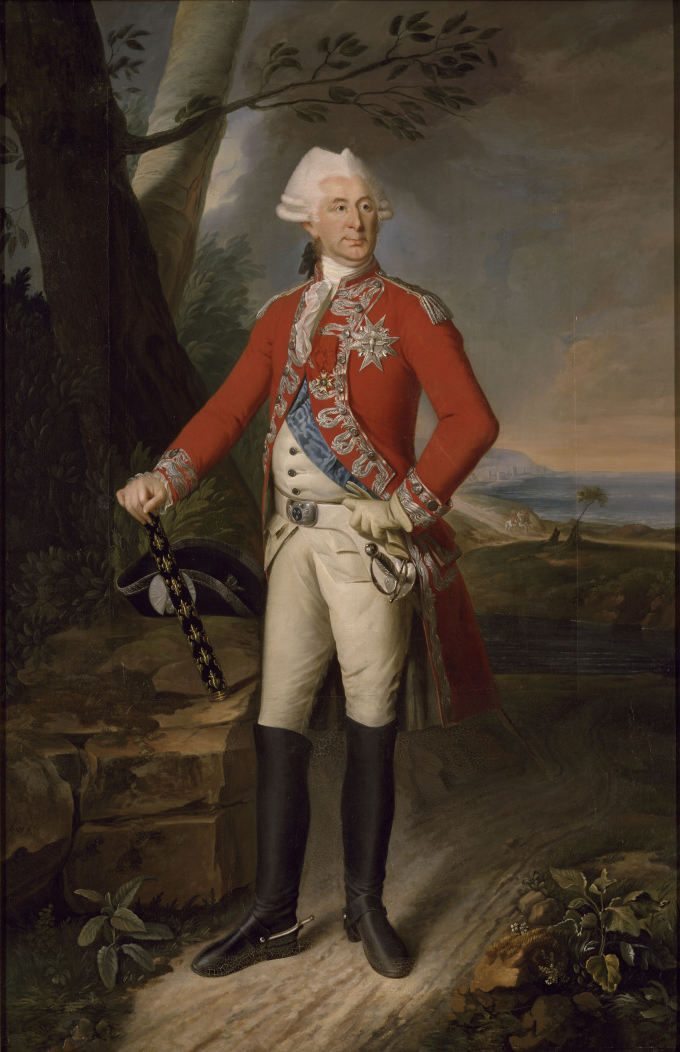
La Croix de Castries, Gemälde von Joseph Boze (1745–1826)

Charles Eugène Gabriel de La Croix, Marquis de Castries (* 25. Februar 1727 in Paris; † 11. Januar 1801 in Wolfenbüttel) war ein französischer Minister und ein Marschall von Frankreich.
Sein vollständiger Titel lautet: Marquis de Castries, Baron des États de Languedoc, Comte de Charlus, Baron de Castelnau et de Montjouvent, Seigneur de Puylaurens et de Lézignan.

## Familie
Charles Eugène Gabriel de La Croix war Sohn des Gouverneurs und Seneschalles von Montpellier, Joseph François de La Croix, Marquis de Castries (1663–1728), und dessen Ehefrau Marie-Françoise de Lévis (1698–1728). Am 19. Dezember 1743 heiratete er Gabrielle Isabeau Thérèse de Rosset de Rocozel († 1800), Tochter von Jean Hercule de Rosset de Rocozel. Aus dieser Ehe gingen seine Tochter Adélaïde Marie Gabrielle de La Croix de Castries (1749–1825) und sein Sohn Armand Charles Augustin de La Croix, Duc de Castries (1756–1842), hervor. Eine weitere Tochter, Marie Marguerite Valette (1746–1786), entstammte einer Verbindung mit Marie Anne Françoise de Noailles, Dame d'Omicourt.

## Leben
De La Croix trat im Mai 1739 in das Régiment du Roi-Infanterie ein und wurde am 23. August 1742 zum Sous-lieutenant in diesem Regiment befördert. Neben seiner militärischen Laufbahn in diesem Regiment war La Croix de Castries Lieutenant du Roi im Languedoc und Gouverneur von Montpellier und Sète. 1744 wurde er Mestre de camp des Régiment du Roi-Cavalerie und 1759 Mestre de camp général de cavalerie.
Im Siebenjährigen Krieg machte er sich mit Eroberungen am Niederrhein einen Namen. 1760 nahm er die Festung Rheinberg ein. Im September 1762 scheiterte er jedoch in der Schlacht an der Brücker Mühle bei dem Versuch, den Übergang über die Ohm bei Amöneburg zu erzwingen und den in Kassel eingeschlossenen französischen Truppen zu Hilfe zu kommen.
Nach dem Krieg wurde La Croix de Castries 1763 Gouverneur von Flandern und Hainaut. In den Jahren 1780–1787 war er französischer Marineminister (Secrétaire d’État de la Marine). 1783 wurde er zum Marschall von Frankreich ernannt. Vor der französischen Revolution floh La Croix de Castries 1791 nach Deutschland und unterstützte aus dem Exil bis zu seinem Tod maßgebend die royalistische Bewegung.

## Auszeichnungen
Er wurde am 30. Mai 1762 von König Ludwig XV. in den Orden vom heiligen Geist aufgenommen, dem bereits sein Vater angehörte.
Nach ihm ist der Hafen Port Castries auf der Karibikinsel St. Lucia benannt. Am 28. Februar 1788 wurde er Ehrenmitglied der Académie des sciences.